# Dolna Kremena, Vrața
Dolna Kremena (în bulgară Долна Кремена) este un sat în comuna Mezdra, regiunea Vrața,  Bulgaria. 

## Demografie
Componența etnică a satului Dolna Kremena
     Romi (11,92%)
     Turci (1,6%)
     Nicio identificare (4,09%)
     Bulgari (81,49%)
     Altele (0,88%)
La recensământul din 2011, populația satului Dolna Kremena era de 562 locuitori. Din punct de vedere etnic, majoritatea locuitorilor (81,49%) erau bulgari, existând și minorități de romi (11,92%) și turci (1,6%). Pentru 4,09% din locuitori nu este cunoscută apartenența etnică.